# Manuel Serifo Nhamadjo
Manuel Serifo Nhamadjo (ur. 25 marca 1958 w Bissau, zm. 17 marca 2020 w Lizbonie) – gwinejski polityk, pełniący obowiązki prezydenta Gwinei Bissau od 11 maja 2012 do 23 czerwca 2014, po dokonaniu w kraju wojskowego zamachu stanu pod dowództwem Mamadu Ture Kurumy.

## Życiorys
Manuel Serifo Nhamadjo urodził się w 1958. 22 grudnia 2008, po zwycięstwie Afrykańskiej Partii Niepodległości Gwinei i Wysp Zielonego Przylądka (PAIGC) w wyborach parlamentarnych z listopada 2008, objął stanowisko wiceprzewodniczącego Narodowego Zgromadzenia Ludowego. 
Od 3 marca do 8 września 2009 pełnił obowiązki przewodniczącego parlamentu, w czasie gdy jego przewodniczący Raimundo Pereira pełnił obowiązki prezydenta po zabójstwie João Bernardo Vieiry. Po raz drugi obowiązki przewodniczącego parlamentu przejął 9 stycznia 2012, gdy Pereira został pełniącym obowiązki szefa państwa po śmierci prezydenta Malama Bacaia Sanhy. Pełnił je do 12 kwietnia 2012 do czasu wybuchu w kraju zamachu stanu.
Po śmierci prezydenta Sanhy ubiegał się o nominację PAIGC w nowych wyborach prezydenckich. Przegrał jednakże z premierem Carlosem Gomesem Júniorem. W konsekwencji wystąpił z partii i wziął udział w wyborach jako kandydat niezależny. W pierwszej turze 18 marca 2012 zajął trzecie miejsce z wynikiem 15,75%. Do drugiej tury głosowania zaplanowanej na 29 kwietnia 2012 nie doszło, gdyż w kraju 12 kwietnia 2012 doszło do wojskowego zamachu stanu pod dowództwem Mamadu Ture Kurumy.
19 kwietnia 2012 junta wojskowa w porozumieniu z opozycją mianowała go na stanowisko tymczasowego szefa państwa na dwuletni okres przejściowy, po którym miały zostać zorganizowane nowe wybory. Jednakże następnego dnia Nhamadjo odmówił przyjęcia stanowiska, uznając decyzję za nielegalną w świetle prawa. 
Stanowisko szefa państwa objął dopiero 11 maja 2012, w wyniku porozumienia junty wojskowej z ECOWAS, zakładającego powołanie nowej cywilnej administracji na okres jednego roku, w czasie którego w kraju miały zostać przeprowadzone nowe wybory. Porozumienie polityczne podpisało 35 partii politycznych, w tym wszystkie największe z wyjątkiem PAIGC. 16 maja 2012 Nhamadjo nominował na stanowiska premiera Rui Duarte de Barrosa.